# Набережная реки Малой Невки
Набережная реки Ма́лой Не́вки — набережная по правому берегу реки Малой Невки на Каменном острове в Петроградском районе Санкт-Петербурга. Начинается к востоку от Каменноостровского проспекта и проходит до набережной реки Крестовки.

## История
Название набережная реки Малой Невки известно с 1849 года. С 15 декабря 1952 года по 4 января 1954 года именовалась набережная Бехтерева, в честь В. М. Бехтерева, русского невролога и психиатра, дача которого находилась на набережной (дом 25).
Участок от Боковой аллеи до Западной аллеи перекрыт для строительства Государственной резиденции «К-2».

## Достопримечательности
- Каменноостровский дворец (дом 1)

 Объект культурного наследия народов РФ федерального значения. Рег. № 781520367160006 (ЕГРОКН). Объект № 7810382000 (БД Викигида)
- Каменноостровский мост
- Дача В. В. Долгорукова (принца П. Г. Ольденбургского) (дом 11)

 Объект культурного наследия народов РФ федерального значения. Рег. № 781720784510006 (ЕГРОКН). Объект № 7810381000 (БД Викигида)
- Пристань со сфинксами у дачи Ольденбургского
- Государственная резиденция «К-0»
- Государственная резиденция «К-2»
- Особняк (дача) инженера Сергея Чаева (дом 16—18)

 Объект культурного наследия народов РФ регионального значения. Рег. № 781720971880005 (ЕГРОКН). Объект № 7802229000 (БД Викигида)
- Дача В. М. Бехтерева (дом 25)

 Объект культурного наследия народов РФ регионального значения. Рег. № 781710972080005 (ЕГРОКН). Объект № 7802230000 (БД Викигида)
- Усадьба Руадзе (дом 33)

 Объект культурного наследия народов РФ регионального значения. Рег. № 781720970900005 (ЕГРОКН). Объект № 7802231000 (БД Викигида)
- Усадьба Ульяновых (дом 35)

 Объект культурного наследия народов РФ регионального значения. Рег. № 781720970980005 (ЕГРОКН). Объект № 7802232000 (БД Викигида)
|                |                 |                |                     |                             |                            |
| Особняк Руадзе | Дом С. Н. Чаева | Дача Ульяновых | Дом В. М. Бехтерева | Дача принца Ольденбургского | Кардиологический санаторий |